# Dla mnie i mojej dziewczyny
Dla mnie i mojej dziewczyny – amerykański musical z 1942 roku. W rolach głównych wystąpili Judy Garland, Gene Kelly (ekranowy debiut) oraz George Murphy.

## Obsada
- Judy Garland jako Jo Hayden
- Gene Kelly jako Harry Palmer
- George Murphy jako Jimmy K. Metcalf
- Mártha Eggerth jako Eve Minard
- Ben Blue jako Sid Simms
- Stephen McNally jako Pan Waring
- Richard Quine jako Danny Hayden
- Keenan Wynn jako Eddie Milton
- Lucille Norman jako Lily Duncan